# Cine comunitario
El cine comunitario (CC) se puede definir como una forma alternativa de realización, distribución, promoción y exhibición audiovisual en donde los procesos son conducidos de manera participativa por un grupo de personas que se organizan para documentar, expresarse y comunicar acerca de su propia realidad social, política y cultural. El cine comunitario destaca por abrir formas de creación y exhibición alternativas a las de la industria cinematográfica. Asimismo, se ha afirmado que surge como una «necesidad de comunicar resistencias sociales sin intermediarios, con un lenguaje propio, y de representar políticamente a las colectividades ignoradas».
Un antecedente y referente para el cine comunitario es el Nuevo Cine Latinoamericano (o Tercer Cine en términos de Pino Solanas, Octavio Getino y Gerardo Vallejo), desarrollado a partir de la segunda mitad de la década de 1950.

## Características
A través de la realización y exhibición de sus productos, el cine comunitario se caracteriza por: 
- Empoderar el discurso de la comunidad y crear una versión no oficial sobre un acontecimiento o contexto
- Reflejar las necesidades de las comunidades y sus territorios[6]
- Fomentar la organización y participación de la comunidad en el proceso de producción
- Estimular la educación popular
- Generar situaciones de cambio o transformación porque establecen otras formas de contar
- Crear un espacio de formación, creación y reflexión en conjunto con la comunidad
- Documentar las realidades de la vida cotidiana y la memoria colectiva, y preservar las identidades culturales

## Festivales de cine comunitario
Es común que en los festivales de cine comunitarios, se organicen espacios de formación en realización audiovisual para que una parte de una comunidad se apropie de las herramientas de cine para documentar y comunicar acerca de su realidad. 

### Colombia
En Colombia, en ese sentido se tienen festivales como: Festival Internacional Ojo al Sancocho, Festival de Cine Comunitario Afrodescendiente Kunta Kinté, Festival Audiovisual de los Montes de María y Festival de Cine y Video Comuna 13 ‘La otra historia’.